# Pleurs (vigne)
Pour les articles homonymes, voir Pleurs (Marne), Pleur et Pleure.

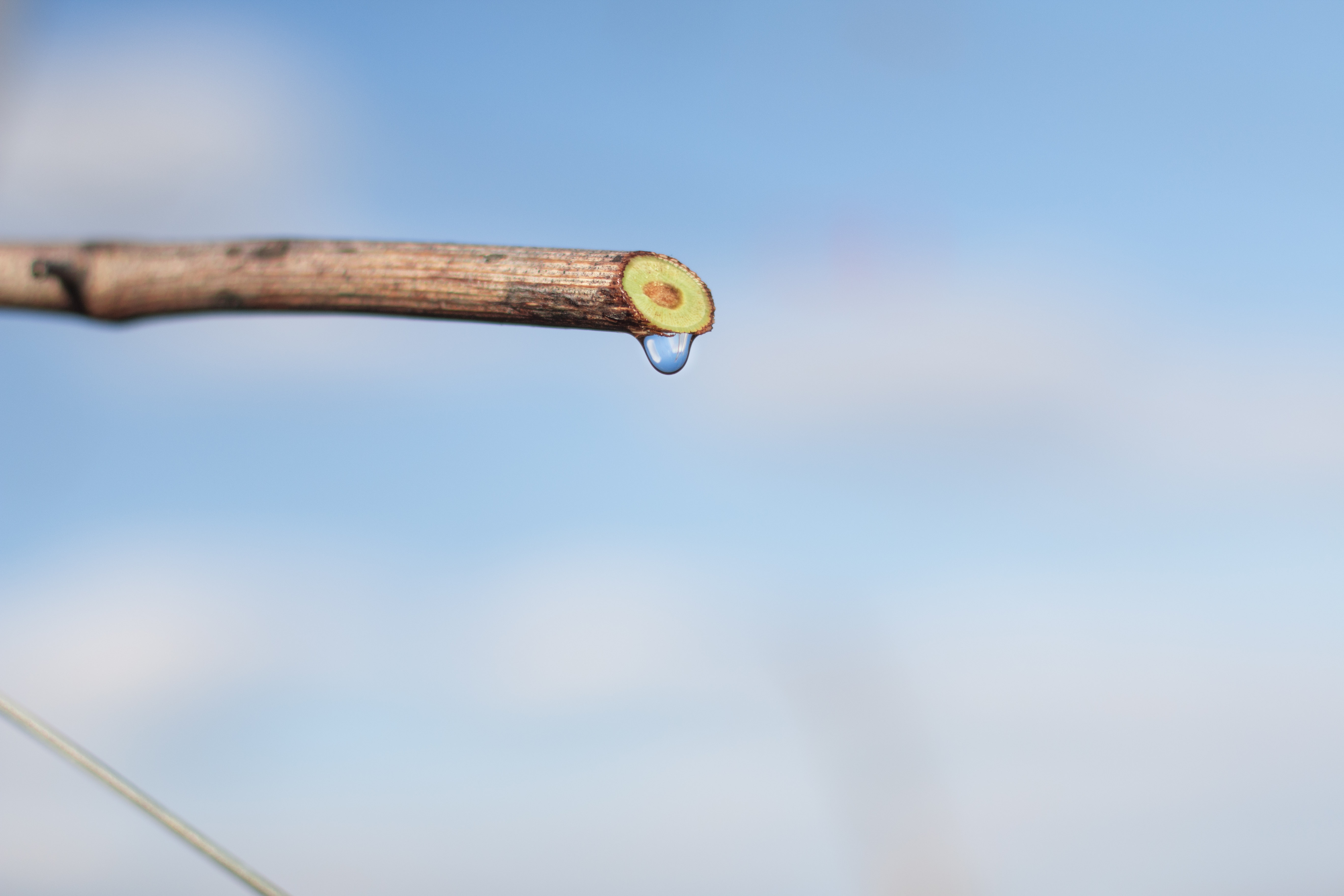
Goutte de sève, ou « pleur », au bout d'un sarment.

Les pleurs de la vigne sont un écoulement de sève, visibles après l'hiver, sur les plaies causées par la taille.
Le mot « larmes » est aussi utilisé, en anglais le terme est associé au saignement (sap bleeding). On dit que la vigne « est en pleurs » ou que « la vigne pleure ».

## Formation
Au printemps, la vigne taillée tardivement laisse s'écouler de la sève au niveau des coupes réalisées. C'est le changement de températures qui provoque des montées de sève, correspondant au début du cycle de croissance de la vigne.
La quantité de sève sortant par ces plaies varie en fonction de la température, et de la cicatrisation de la taille. Lorsque la plaie n'est pas cicatrisée (quelques jours), les vaisseaux du xylème laissent s'échapper de la sève, ce phénomène est augmenté lorsque les températures se réchauffent avec l'arrivée du printemps (environ 10 °C). Le volume de sève qui s'échappe peut varier de quelques gouttes par heure à plusieurs gouttes par minute. La période pendant la vigne pleure correspond en général au mois de février/mars.
La sève qui s'écoule est une solution aqueuse contenant à cette période environ 10 g/L de sucre.

Ces écoulements sont normaux et n'ont aucune incidence sur la vie de la vigne.
- Vidéo de l'écoulement de pleurs de la vigne en temps réel.

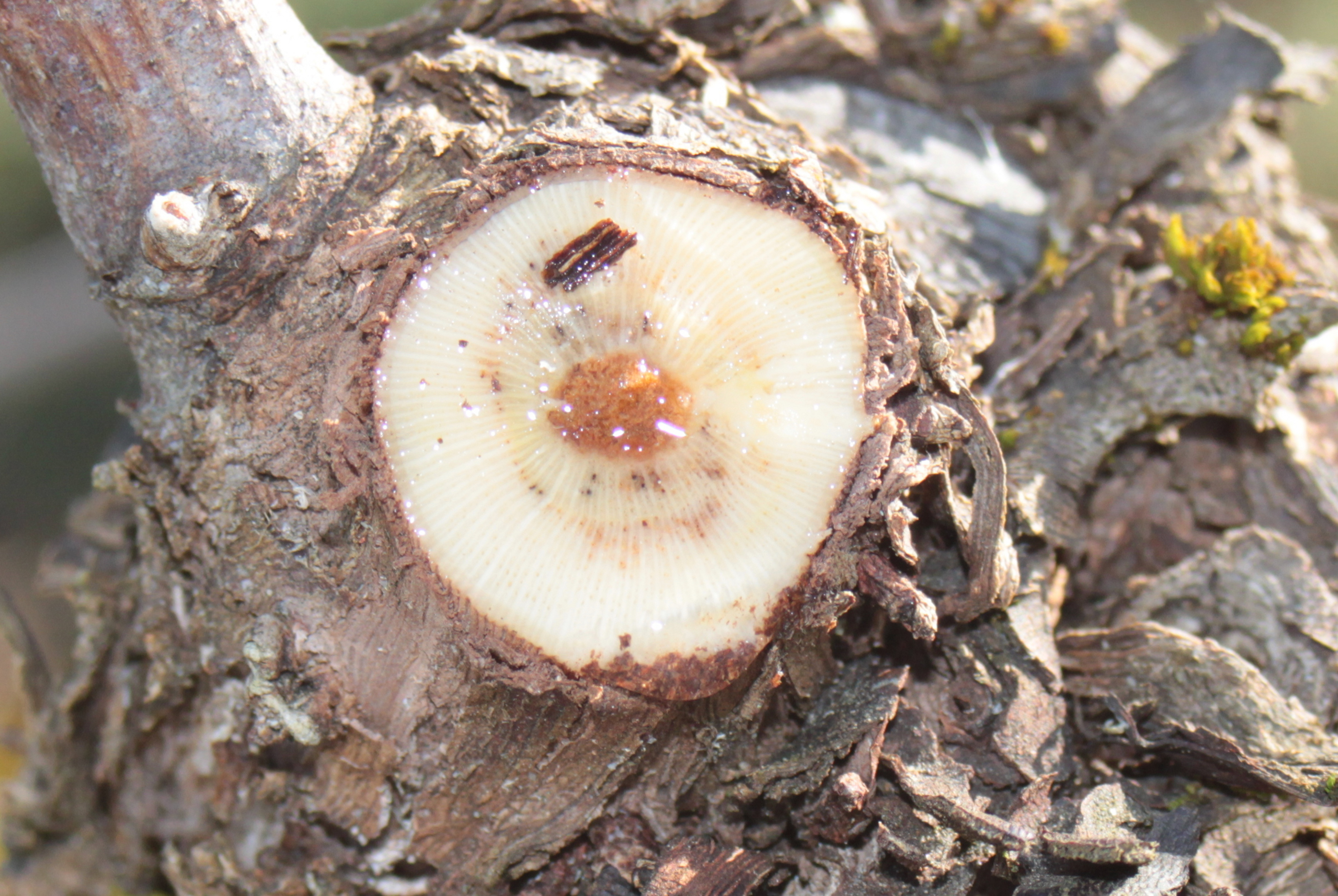
Pleurs sur une plaie de taille.

## Colonisation par des organismes

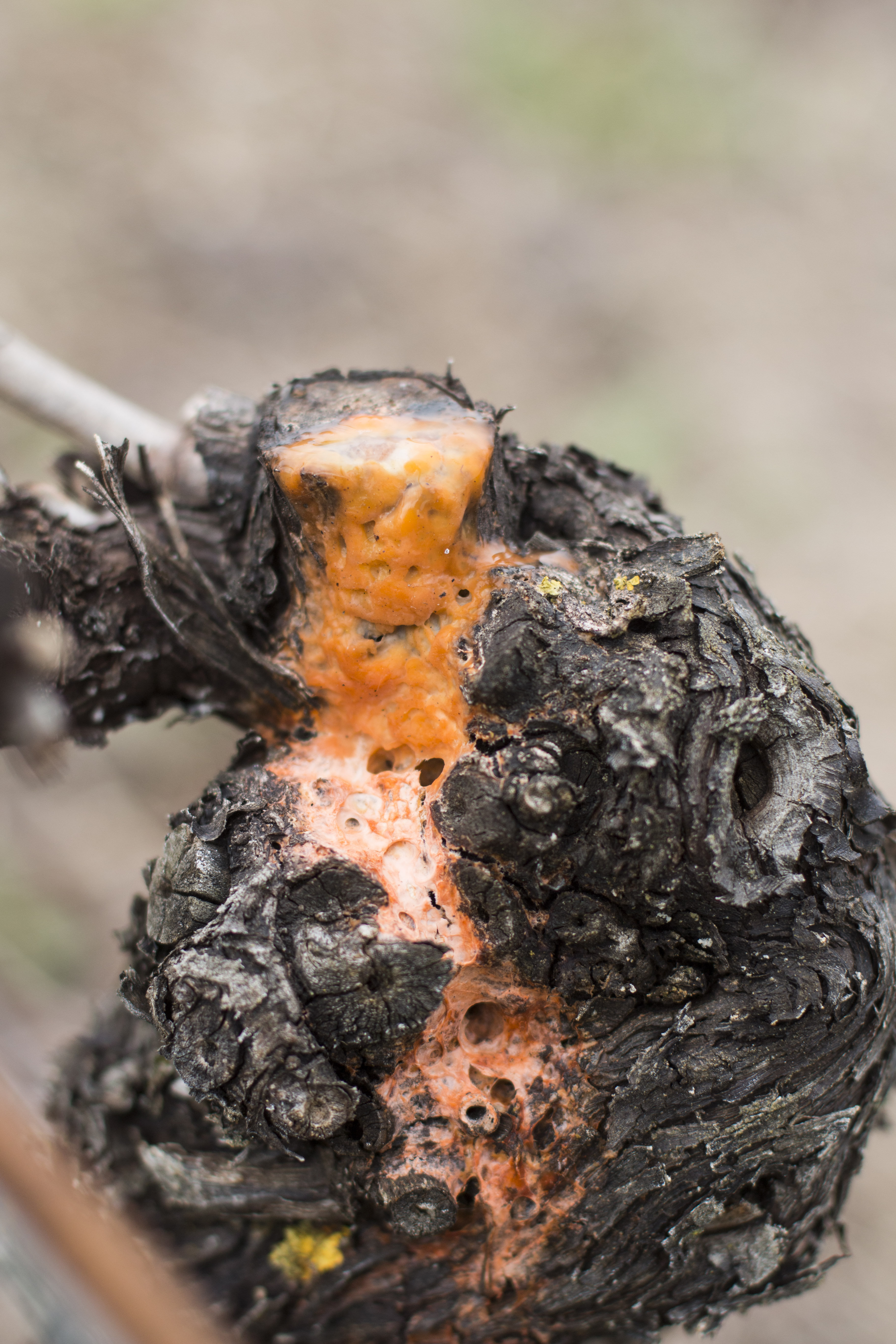
Champignons et levures se développant sur la sève d'une plaie de taille d'un cep de vigne.

Une substance gélatineuse, plus ou moins orangée, est parfois visible au niveau des pleurs de la vigne. Ce sont des champignons qui prolifèrent en se nourrissant de la sève. Une équipe canadienne a identifié plusieurs espèces présentes : Fusarium acuminatum, Fusicolla merisomoides, Epicoccum nigrum et Aureobasidium spp, mais aussi des levures comme Cryptococcus macerans,.
En anglais le phénomène est surnommé « vomi de cerf » (deer vomit) du a son analogie avec un dépôt orange sur les ceps.

## Culture
Jacques-Christophe Valmont de Bomare écrit dans son Dictionnaire raisonné d’histoire naturelle :
« LARME DE VIGNE, gutta aut lachrima vitis : Nom qu'on donne à la liqueur aqueuse qui distille naturellement goutte à goutte dans le printemps des sommités ou sarmens de la vigne en sève, après qu'elle a été taillée et avant que ses feuilles soient épanouies : on prétend que cette eau est bonne pour les maux des yeux et des reins, e qu'un verre de ces larmes rappelle les sens d'un homme ivre. »

George Sand relate avec émerveillement la traditionnelle récolte des larmes de vigne, dans Lettres d'un voyageur ( Xème adressée à Herbert)  :
" J’ai vu, aux premiers jours du printemps, sous les berceaux de pampres qui s’enlacent aux figuiers de l’Adriatique, des matrones, drapées presque à la manière de l’ancienne Grèce, qui recueillaient avec soin, dans des fioles, ce qu’elles appelaient poétiquement les larmes de la vigne. La rosée limpide s’échappait goutte à goutte des nœuds de la branche, et coulait durant la nuit dans les vases destinés à la recevoir. J’aimais le soin religieux avec lequel ces femmes allaient enlever le précieux collyre aux premières clartés du matin, j’aimais les parfums exquis de la treille en fleurs, les brises de l’Archipel expirant sur les grèves de l’Italie, et le signe de croix qui accompagnait chaque nouvelle section du rameau sacré. C’était une sorte de cérémonie païenne conservée et rajeunie par le christianisme."